# Psychotria rzedowskiana
Psychotria rzedowskiana är en måreväxtart som beskrevs av Attila L. Borhidi. Psychotria rzedowskiana ingår i släktet Psychotria och familjen måreväxter. Inga underarter finns listade i Catalogue of Life.